# Кайдани, Флора Ганиевна
Фло́ра Гани́евна Кайда́ни (род. 25 июня 1937, Ташкент), российская артистка балета, народная артистка РСФСР (1977), педагог.

## Биография
Флора Ганиевна Кайдани родилась в Ташкенте (Узбекская ССР) 25 июня 1937 года. Окончила Ташкентское хореографическое училище в 1954 году (педагоги Н. А. Довгелли, Л. А. Засс, М. Тургунбаева); с того же года в Узбекском государственном академическом театре оперы и балета имени Навои (Ташкент); в 1961-64 годах солистка Таджикского государственного академического театра оперы и балета имени Айни (Душанбе), с 1964 года ведущая солистка Новосибирского государственного академического театра оперы и балета, с 1979 года — солистка Красноярского государственного театра оперы и балета.
Гастролировала за рубежом.
Оставила сцену в 1984 году.
Танец Флоры Кайдани отличала крепкая пальцевая техника, редкая устойчивость позировок и лёгкость вращений, чёткость мелких вращений.
Среди учеников — народная артистка России Наталья Чеховская.

## Избранные балетные партии
- Одетта-Одиллия — «Лебединое озеро» П. Чайковского
- Аврора — «Спящая красавица» П. Чайковского
- Никия, Гамзатти — «Баядерка» Л. Минкуса
- Китри — «Дон Кихот» Л. Минкуса
- Жизель, Мирта — «Жизель» А. Адана
- Раймонда — «Раймонда» А. Глазунова
- Фригия, Эгина — «Спартак» А. Хачатуряна
- Кармен — «Кармен-сюита» Р. Щедрин
- Мехменэ Бану, Ширин — «Легенда о любви» Арифа Меликова (одна из первых исполнительниц партий)
- Ледяная Дева — одноимённый балет
- Хозяйка Медной горы — «Каменный цветок» Сергея Прокофьева (одна из первых исполнительниц партии)
- Сюимбике — «Шурале» («Али-Батыр») Фарида Яруллина
- Невзира — «Избранница» Глебова
- Клеопатра — «Антоний и Клеопатра» Эдуарда Лазарева

## Преподавательская деятельность
С 1967 года преподавала в Новосибирском хореографическом училище, в 1969-79 — педагог-репетитор Новосибирского государственного театра оперы и балета, с 1982 — балетмейстер-репетитор Красноярского государственного театра оперы и балета.
Преподавала за границей.
Почётный профессор Венгерской национальной академии танца.